# Marcela Cardillo
Marcela Cardillo (Buenos Aires, 1 de mayo de 1968) es abogada por la Universidad di Tella, fue Subsecretaria de Cultura de la Nación (octubre de 2009 - junio de 2014) y Directora Ejecutiva del Museo Nacional de Bellas Artes de Argentina (abril de 2013 - diciembre de 2015).

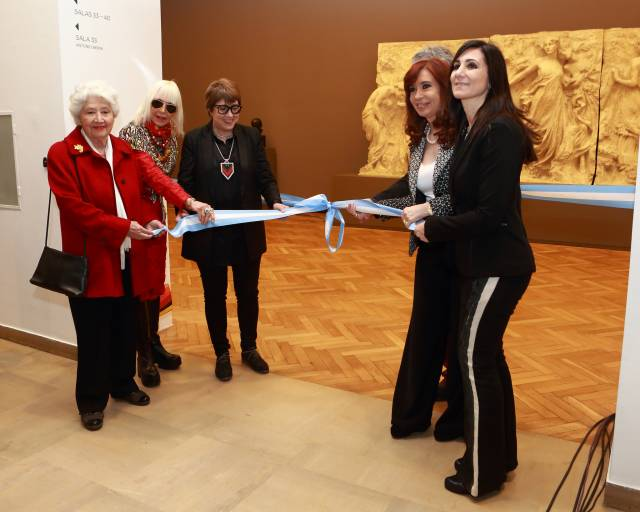
Inauguración de las 18 salas del primer y segundo piso. En la foto, de izquierda a derecha, Sara Facio, Marta Minujín, Teresa Parodi, Cristina Fernández de Kirchner y Marcela Cardillo.

Como Subsecretaria de Cultura de la Nación, tuvo a su cargo la coordinación de cuatro Direcciones Nacionales: la Dirección Nacional de Patrimonio y Museos, la Dirección Nacional de Cooperación Internacional, la Dirección Nacional de Artes y la Dirección Nacional de Industrias Culturales. Entre los variados proyectos culturales de nivel Nacional e Internacional que se encargó de coordinar, se destacó la megamuestra Tecnópolis.
Durante su gestión en el MNBA, se destacaron la Nueva Política de Adquisiciones, que permitió acrecentar el patrimonio del Museo. La selección se dirigió principalmente  a completar ausencias relevantes no solo de artistas individuales sino también de importantes etapas del arte argentino que no estaban debidamente representados en la colección, sobre todo de artistas de los años noventa.
A su vez, como directora del Museo creó el ciclo Bellos Jueves, en abril de 2014, con el objetivo de entrecruzar el patrimonio del MNBA con proyectos de artistas y músicos contemporáneos. El último jueves de cada mes el MNBA abrió sus puertas con intervenciones de artistas, música en las salas y terrazas, visitas rapeadas, videos y otras actividades. Lejos de pensarse como una exhibición, Bellos Jueves proponía una serie de ensayos en relación con la museografía de la colección permanente y se piensa en vínculo con el numeroso público que visita cada edición. El carácter efímero de Bellos Jueves condiciona cada proyecto y desafía la temporalidad a la que están habituadas las artes visuales.
También durante su gestión en el MNBA se reabrieron las dieciséis salas del primer piso correspondientes al arte argentino e internacional del siglo XX y, las dos salas del segundo piso, donde se exponen obras de arte argentino de la década de 1990. Las nuevas piezas son el resultado de las adquisiciones y donaciones de la presente gestión, recientemente incorporadas al patrimonio del MNBA.